# Terremoto de Haití de 2010
El terremoto de Haití de 2010 fue uno de los terremotos más mortíferos de la historia y una de las catástrofes humanitarias más significativas de las que se tenga registro. El sismo ocurrió a las 16:53:09 hora local (UTC-5), del martes, 12 de enero de 2010, con epicentro a 15 km de Puerto Príncipe, la capital haitiana. Según el USGS, el sismo tuvo una magnitud Mw  = 7,0 y se generó a una profundidad de 10 km. También se registraron una serie de réplicas, siendo las más fuertes las de 5,9, 5,5 y 5,1. La NOAA descartó el peligro de tsunami en la zona. Sin embargo, horas después, se registró un tsunami de mínimas proporciones que mató a cuatro personas. Este terremoto ha sido el más fuerte registrado en la zona desde el acontecido en 1770. El sismo fue perceptible en países cercanos como Cuba, Jamaica y la República Dominicana, donde provocó temor y evacuaciones preventivas.
Este fue uno de los terremotos más devastadores en la historia de la humanidad de la cual se tenga registro.
Los efectos causados sobre Haití, el país más pobre de América en ese momento, fueron devastadores. Los cuerpos recuperados al 25 de enero superaban los ciento cincuenta mil, calculándose que el número de muertos excedería los doscientos mil.
Los datos definitivos de los afectados fueron dados a conocer por el primer ministro Jean-Max Bellerive en el primer aniversario del sismo, el 12 de enero de 2011, cuando se conoció que en el sismo habían fallecido 316 000 personas, 350 000 más habían quedado heridas, y más de 1,5 millones de personas se habían quedado sin hogar, convirtiéndolo en una de las catástrofes humanitarias más graves de la historia.

## Antecedentes históricos
La isla La Española, que comparten Haití y República Dominicana, es sismológicamente activa y ha experimentado terremotos significativos y devastadores en el pasado.
Un sismo la estremeció en 1751 cuando estaba bajo control francés y otro sismo en 1770 de 7,5 en la escala de Richter devastó Puerto Príncipe por completo. De acuerdo con el historiador francés Moreau de Saint-Méry (1750-1819), «mientras que ningún edificio sufrió daños en Puerto Príncipe durante el terremoto del 21 de noviembre de 1751, la ciudad entera colapsó durante el terremoto del 3 de junio de 1770».
La ciudad de Cabo Haitiano, así como otras del norte de Haití y República Dominicana, fueron destruidas por el terremoto del 7 de mayo de 1842.
El 23 de septiembre de 1887 y en junio de 1904 se produjeron dos terremotos, uno por año, en el norte del país, causando «daños mayores».
El 4 de agosto de 1946, un terremoto de magnitud 8.0 se registró en República Dominicana, afectando también a Haití. Este sismo produjo un tsunami que mató a 1790 personas.
Un estudio de prevención de terremotos realizado en 1992 por C. DeMets y M. Wiggins-Grandison estableció como conclusión la posibilidad que la falla de Enriquillo pudiera estar al final de su ciclo sísmico y pronosticó un escenario, en el peor de los casos, de un terremoto de magnitud 7,2, similar en magnitud al terremoto de Jamaica de 1692.
Paul Mann y un equipo de estudio presentaron en 2006 una evaluación de riesgo en la falla de Enriquillo en la 18.ª Conferencia Geológica del Caribe en marzo de 2008. Tomando en cuenta la gran tensión, el equipo recomendó «de alta prioridad» los estudios históricos de movimientos sísmicos, como el de la falla, que fue totalmente bloqueada y había registrado algunos terremotos en los últimos 40 años. Un artículo publicado en el diario Le Matin de Puerto Príncipe en septiembre de 2008 mostraba los comentarios citados por el geólogo Charles Patrick de que había un alto riesgo de mayor actividad sísmica en Puerto Príncipe.

## Detalles y consecuencias inmediatas

Mapa de intensidad del terremoto en la escala de Mercalli según la USAID.

El terremoto ocurrió tierra adentro, el 12 de enero de 2010, aproximadamente a una distancia de 15 km al sudoeste de Puerto Príncipe y a una profundidad de 10 km, a las 16:53 UTC-5. Tuvo una magnitud de 7,0 en la escala Magnitud momento y se sintió con una intensidad de IX en la escala de Mercalli Modificada en Puerto Príncipe. También se registró en Cuba, Jamaica, y en el país limítrofe República Dominicana. El Servicio Geológico de Estados Unidos había registrado al menos seis réplicas en las dos horas después del terremoto principal. Midieron aproximadamente 5,9, 5,5, 5,1, 4,8 y 4,5. Durante las primeras nueve horas se registraron 26 réplicas mayores a 4,2 en diferentes puntos de la península de Tiburón, de los cuales doce fueron mayores a los 5,0.
El día miércoles, 20 de enero a las 11:03:44 UTC una fuerte réplica de 6,1, luego rectificada a 5,9 en la escala de Richter. Se registró a 60 kilómetros al oeste de Puerto Príncipe (cerca de la ciudad de Léogâne) y se sintió en la capital haitiana, según datos del Servicio Geológico de Estados Unidos. Justo durante el terremoto, la red de microblogging Twitter se vino abajo.
El terremoto se produjo en las cercanías del límite norte de la placa tectónica del Caribe, que se desplaza continua y lentamente hacia el este 20 mm por año en relación con la placa Norteamericana y atraviesa justamente por el medio de la isla La Española. El sistema de falla de desgarre o transversal formada en la región, parecido a la falla de San Andrés en California, Estados Unidos, tiene dos ramas en Haití, la falla septentrional, en el norte, y la falla de Enriquillo en el sur. Los datos sísmicos sugieren que el terremoto fue sobre la falla de Enriquillo, que estuvo bajo presión durante 240 años, acumulando mucha energía potencial, la cual desató finalmente un gran terremoto liberando una energía equivalente a la explosión de 200 000 kilos de trinitrotolueno (dinamita), sin embargo, estudios científicos de la Universidad de Purdue recientemente publicados sugieren que ésta falla no fue la que lo provocó, si no una nueva falla sísmica aún no identificada y de la que se desconoce su peligrosidad ante su descubrimiento.
De acuerdo con un miembro del servicio geológico de Estados Unidos, sobre la base de la magnitud y ubicación del terremoto, alrededor de tres millones de personas se vieron afectadas, aunque datos exactos tardaron en llegar debido al alcance de los daños.
El Centro de Prevención de Tsunamis del Pacífico lanzó una alarma de tsunami después de ocurrido el terremoto para Haití, Cuba y República Dominicana, que fue cancelada poco después. No obstante, el gobierno de Cuba dio la orden de evacuar a todas las poblaciones costeras, especialmente del municipio oriental de Baracoa.
El terremoto ha sido calificado como el mayor sismo registrado en Haití en doscientos años. Una de las consecuencias del terremoto fue el colapso de todas las líneas telefónicas, siendo fundamental el uso de Internet, mediante redes sociales como Twitter y Facebook, portales de vídeo como YouTube, mensajes de correo electrónico y transmisiones vía web de radios y televisión. Las redes sociales en especial fueron ampliamente usadas para la obtención y difusión de información e imágenes del suceso.
Haití es el país más pobre de América, caracterizado por tener cerca del 80 % de su población por debajo de la línea de pobreza (el 54 % viven en la pobreza extrema), una economía de subsistencia, es decir, viven prácticamente para alimentarse; las remesas recibidas de migrantes representan el 40 % de su PIB beneficiando a poco más de 900 mil familias. Este país ocupa el puesto 149 de 182 países según el Índice de Desarrollo Humano, lo que generó preocupación sobre todo en la capacidad de hospitales y servicios básicos de salud y primeros auxilios para poder afrontar una catástrofe sísmica de esta envergadura.

### Muertes

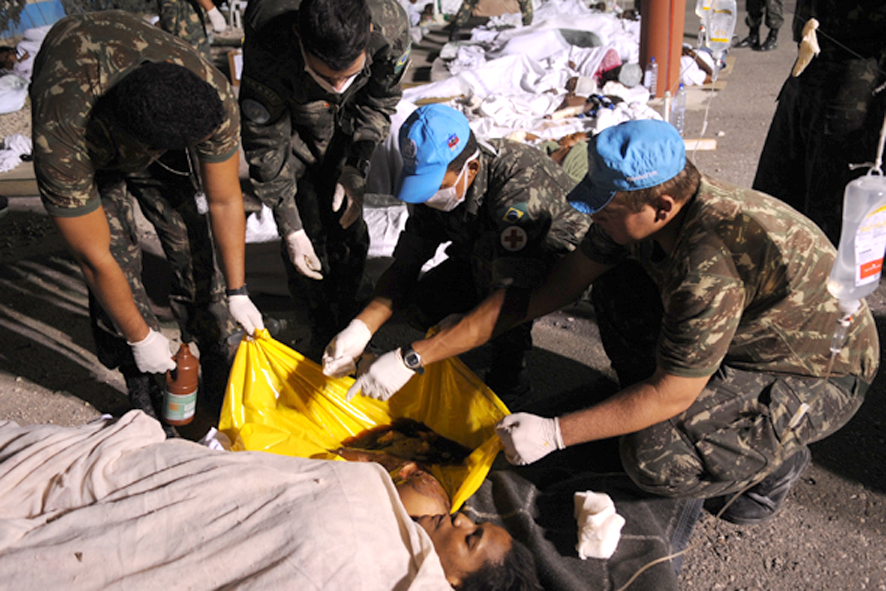
Soldados atienden víctimas.

El primer ministro de Haití, Jean Max Bellerive, afirmó que temía que el balance por el potente sismo en su país podría superar las 140 000 víctimas, sin embargo, la Cruz Roja dijo que las víctimas podrían llegar entre 45 000 y 50 000, aunque aún no había sido confirmado, ya que fue difícil poder contar el número de víctimas fatales debido a que los escombros invadían las calles y avenidas de Puerto Príncipe. Entre las edificaciones destruidas, como la sede de la ONU en Haití, se retiraron cadáveres de entre los escombros, pero alrededor de 150 funcionarios seguían desaparecidos, dijeron funcionarios del organismo. Alain Le Roy, funcionario, dijo a periodistas que menos de 10 personas, «algunos muertos, otros con vida», habían sido extraídas de entre los restos del edificio de cinco plantas, sin embargo, al 14 de enero, al menos veintidós funcionarios de la Organización de las Naciones Unidas (ONU) murieron. El embajador de Haití ante la Organización de Estados Americanos (OEA), Duly Brutus, dijo que había «docenas de miles de víctimas», pidiendo más que nunca ayuda a la comunidad internacional. «Nunca nuestro país ha necesitado tanto la ayuda de la comunidad internacional», dijo Brutus ante el Consejo Permanente de la OEA, que incluyó en su orden del día la cuestión de Haití para estudiar cómo ayudar a la isla.
El domingo 24 de enero de 2010, el gobierno de Haití anunció que se habían recogido y enterrado 150 000 cadáveres solo en la capital, Puerto Príncipe, y sus alrededores, pero que no se sabía cuántos permanecían bajo los escombros de edificios destruidos.
Entre las personalidades que fallecieron en el terremoto se encuentran Jimmy O. Barikad, artista de hip-hop haitiano y el monseñor Joseph Serge Miot, arzobispo de Puerto Príncipe.

#### Fuerzas de las Naciones Unidas

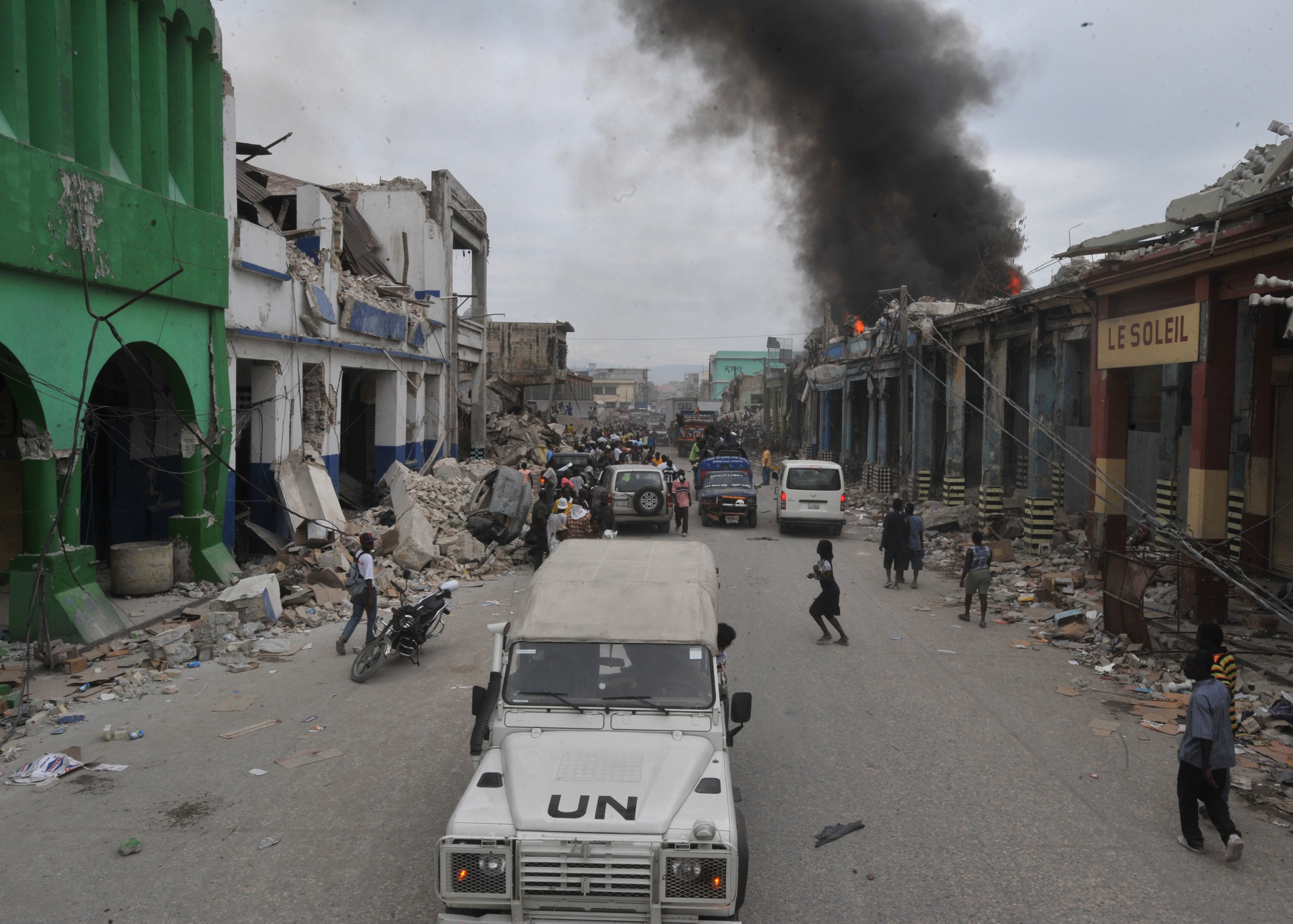
Jeep de las Naciones Unidas recorriendo Puerto Príncipe.

Todo el personal que se encontraba en el edificio de las Naciones Unidas pereció, incluyendo el jefe de la misión de la ONU, Hédi Annabi, quien estaba reunido con una delegación china en el momento del desastre. Dicha información fue confirmada tanto por el presidente de Haití, René Preval así como del Ministro de Asuntos Exteriores de Francia Bernard Kouchner.
Unos 3000 trabajadores de la ONU se encontraban desaparecidos, entre ellos el subjefe de la misión, Luiz Carlos da Costa. Unos 25 cascos azules fallecieron y unos 23 estaban desaparecidos.

### Heridos

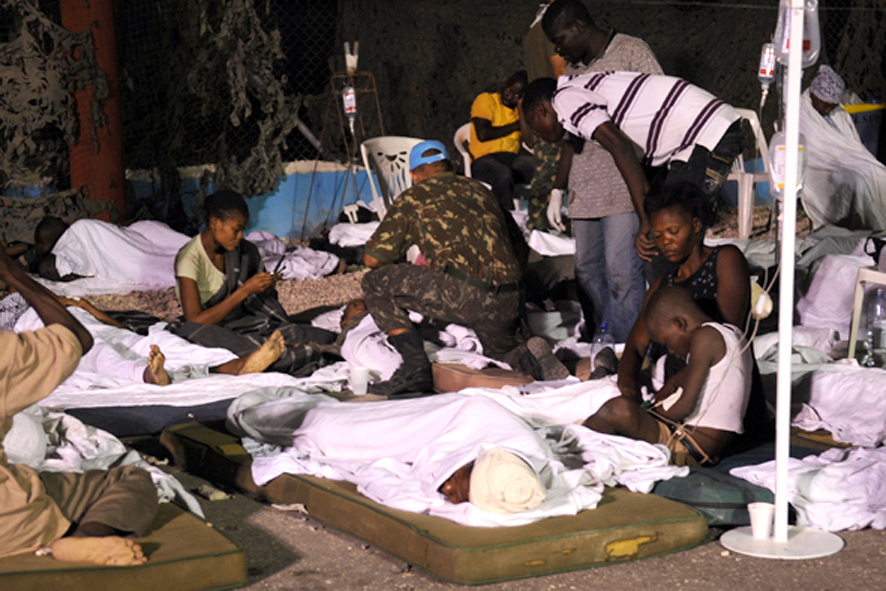
Campo de refugiados.

Debido al gran número de heridos por el terremoto, muchas personas tuvieron que ser trasladadas a República Dominicana, donde decenas de personas gravemente heridas llegaban en caravanas al hospital de Jimaní, en el oeste de República Dominicana, una pequeña ciudad fronteriza con Haití.
Mientras que autobuses desde Puerto Príncipe, llegaban al Hospital General Melenciano, con niños mutilados y decenas de hombres, mujeres y ancianos con extremidades o cráneos fracturados, ubicado a 280 km al occidente de Santo Domingo.
Desde tempranas horas del 13 de enero se empezaron a atender a los heridos, según el director de un centro de salud fronterizo con Haití, se dijo que se habían atendido al menos 63 personas dentro de los cuales se encontraban varios niños y ancianos. Además, varias ambulancias así como vehículos comunes fueron utilizados para transportarlos hasta el centro de salud, en donde se conformó un amplio equipo de médicos, paramédicos y voluntarios que heroicamente asistieron a todas las personas.
El personal médico cubano en Haití también atendió a 676 heridos, confirmó el canciller cubano, Bruno Rodríguez.
Entre los heridos se encontraba un ciudadano canadiense que se encontraba atrapado bajo los escombros de un edificio en ruinas, y que pidió ayuda a través de un mensaje de texto desde su teléfono móvil. El ministro de Asuntos Exteriores, Lawrence Cannon, dijo en durante una conferencia de prensa que habían recibido un mensaje de texto de un canadiense atrapado en los escombros y que sabían «dónde está exactamente», sin dar más precisiones. También la hermana de Piedad Córdoba, Senadora de Colombia, Marta, se encontraba desaparecida. El Estado Mayor Conjunto de las Fuerzas Armadas (Argentina) dijo que atendió el día después del terremoto a más de 850 heridos, en el único centro de salud disponible, donde además se realizaron más de 85 operaciones de alta complejidad. En una parte de las instalaciones se habilitó como morgue una cámara frigorífica que usualmente se utilizaba para acopio de víveres, asimismo, helicópteros de la Fuerza Aérea Argentina evacuaron heridos de gravedad a Santo Domingo.

### Daños

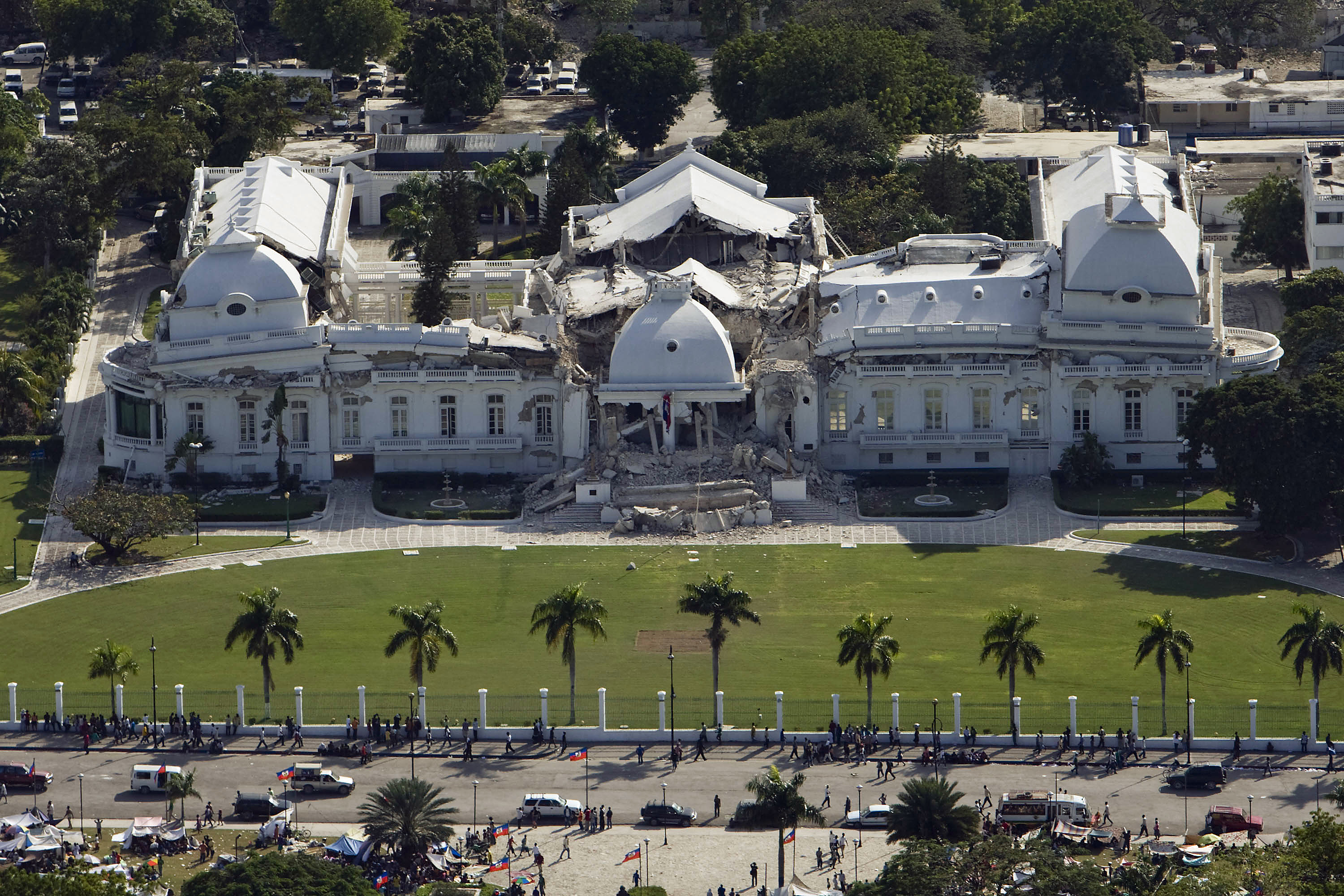
Vista del Palacio Nacional, destruido por el terremoto.

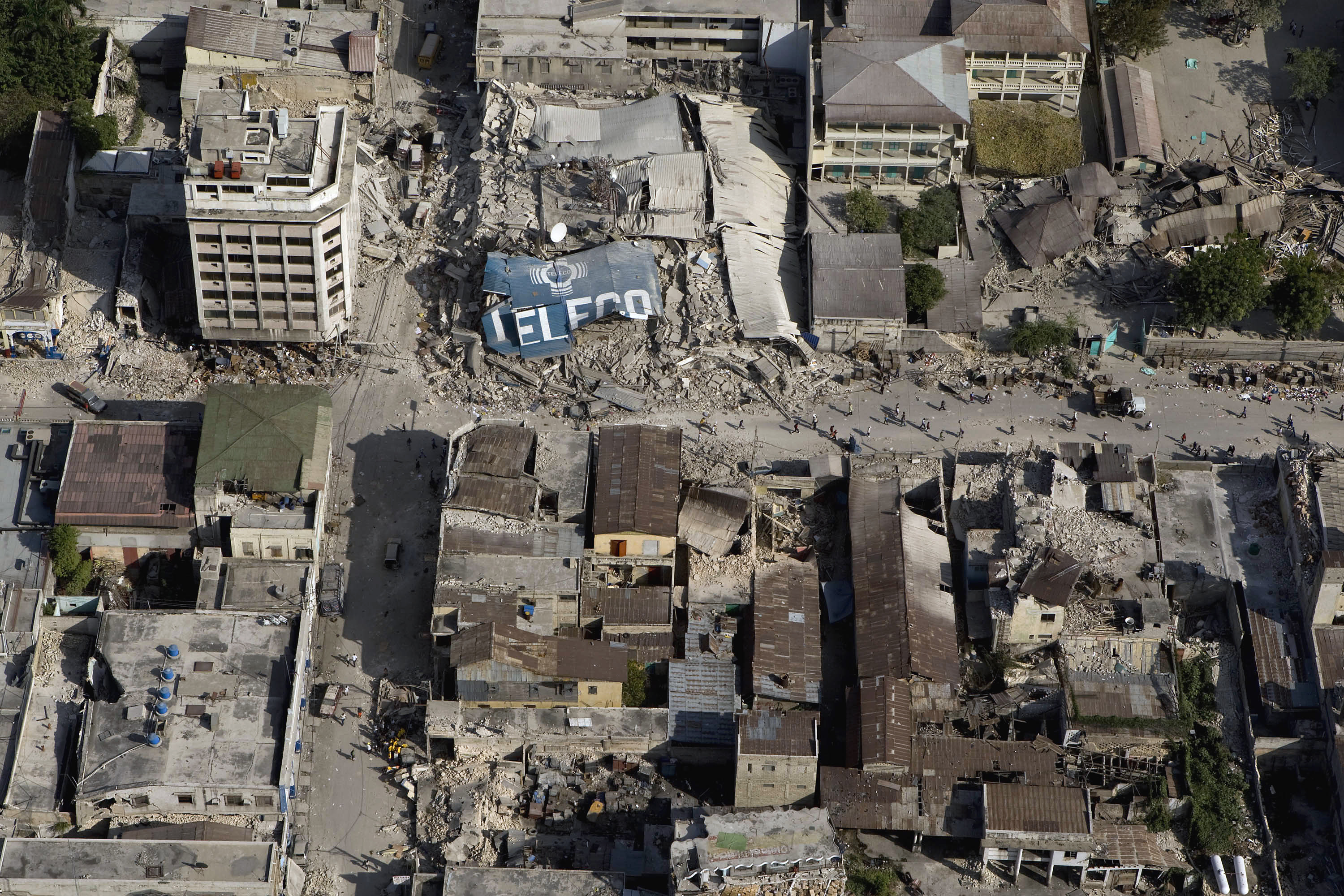
Construcciones colapsadas en el centro de Puerto Príncipe.

Mientras muchas viviendas colapsaron tras el terremoto, otros edificios gubernamentales de construcción más sólida, como el Palacio Nacional se derrumbaron. Un hospital en Pétionville, un suburbio de Puerto Príncipe, donde se atienden diplomáticos y los haitianos más pudientes, se derrumbó producto del terremoto y la Catedral de Puerto Príncipe también cayó. También la ONU confirmó que el cuartel general de la Misión de Estabilización en Haití, localizado en Puerto Príncipe, la capital, experimentó serios daños, al igual que otras instalaciones de la organización.
El general (R) Mario Montoya, embajador de Colombia en República Dominicana, quien se encontraba en Haití, dijo que «la situación está muy grave... no hay agua, no hay luz...». También algunas fuentes, como el noticiero colombiano CM&, dijeron que podría ser uno de los terremotos y desastres naturales más fuertes en dos siglos.[cita requerida]
Renzo Fricke, coordinador de Médicos sin Fronteras, le dijo a la BBC: «Hemos atendido a cientos de pacientes heridos. La mayoría ha presentado traumas, fracturas y quemaduras. Ninguno de los hospitales está funcionando, pues muchos colapsaron, carecen de personal o de medicinas».
Fernando Wance, desde Santo Domingo, le escribió a BBC Mundo: «En Haití, la situación es muy difícil y confusa. Amigos haitianos que residen aquí no han podido comunicarse con sus familias, no entran las llamadas, algunos que lograron comunicarse hablan de muchos heridos y de hospitales que se derrumbaron. La ayuda apremiante son hospitales móviles».

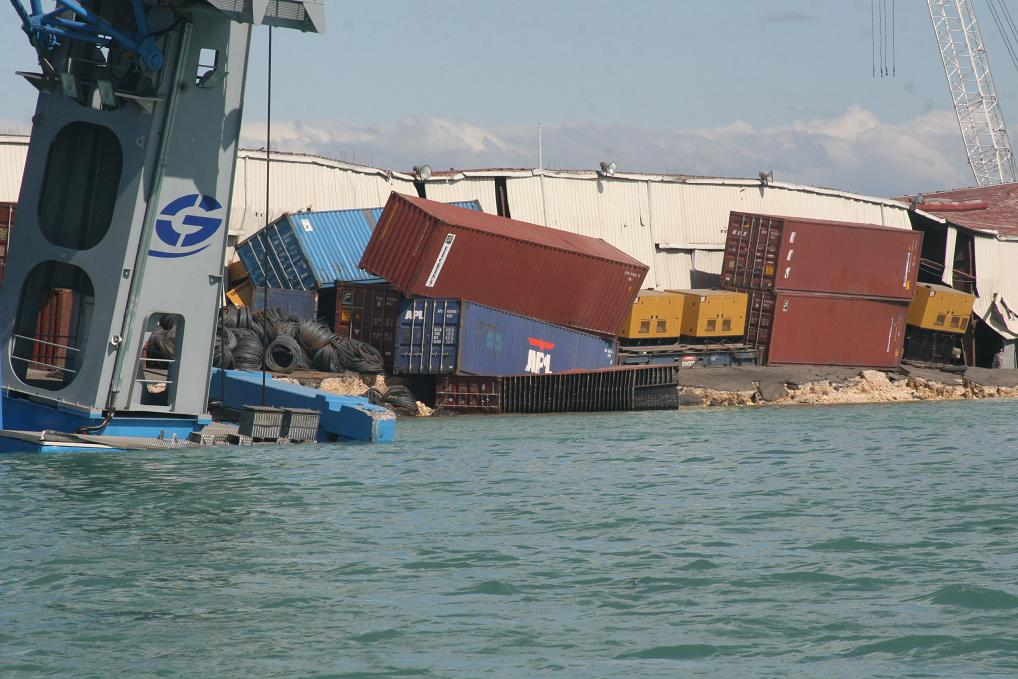
Destrucción en el muelle de Puerto Príncipe.

De acuerdo a la misma fuente, Informes procedentes de la ciudad haitiana de Jacmel señalaron que el terremoto también había causado daños allí. Un representante de Unicef en esa ciudad, Guido Cornale, le dijo a la BBC que al menos 20 % de los edificios habían sido destruidos en la ciudad de 50 000 habitantes. El funcionario indicó que unas 5000 personas se habían movilizado hacia el aeropuerto en busca de refugio.
El embajador haitiano ante la Organización de Estados Americanos le dijo a la agencia de noticias AFP que «hay decenas de miles de víctimas y un daño considerable».
La primera dama de Haití, Elisabeth Preval, le dijo al Miami Herald: «Es una catástrofe. Estoy pasando por encima de los cuerpos muertos. Hay mucha gente enterrada debajo de los edificios. El hospital general ha colapsado. Necesitamos ayuda. Necesitamos apoyo. Necesitamos ingenieros».

## Situación posterior a corto plazo

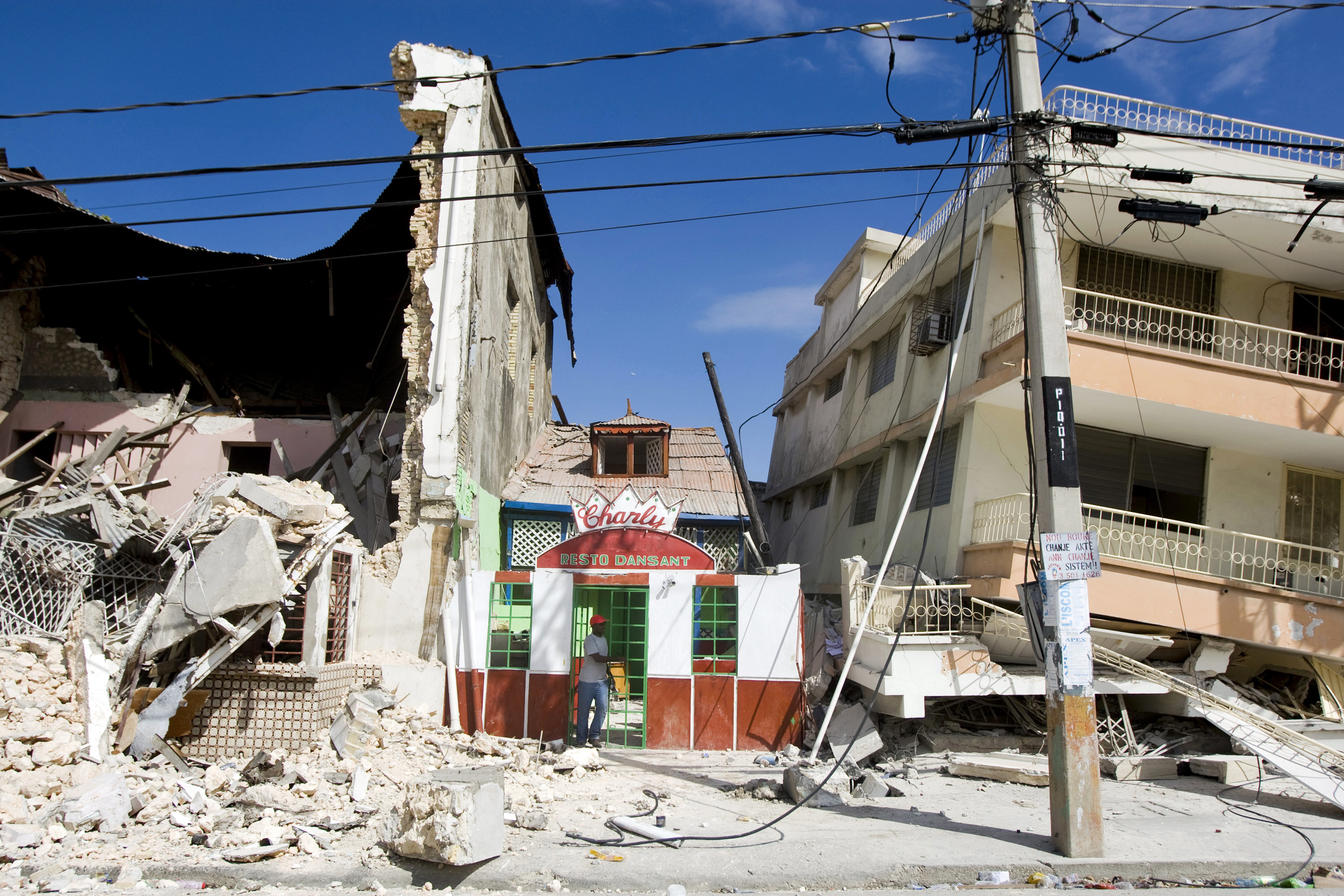
Daños en el distrito comercial.

De acuerdo a numerosos informes, no solo muchas habitaciones, sino también un gran porcentaje de los edificios públicos —tales como hospitales, escuelas, estaciones de policía, oficinas de ministerios, iglesias, cárceles e incluso morgues, etc.— habían sido destruidas o dañadas de tal forma que no se podían utilizar. Igualmente un gran porcentaje del personal cualificado fue fuertemente afectado. Por ejemplo, no había bomberos laborando. Lo mismo ocurría con la infraestructura de comunicaciones. Así mismo, el principal muelle que servía al país, quedó inoperable. El jueves siguiente al terremoto, el aeropuerto de Puerto Príncipe —que resultó dañado y cuya torre de control se derrumbó— dejó de aceptar vuelos debido a la saturación de la demanda y falta de combustibles.
De acuerdo a informaciones de Radio Metropole, las líneas de comunicación estaban en la presente situación (jueves 14, 08:52 hora local): —acceso a Internet (Hainet) no funciona. No hay información sobre la red de ACN. El enlace (internacional) submarino de fibra permaneció operativo. El operador de telefonía móvil Digicel, dijo que su red en Haití empezó a funcionar de nuevo ayer por la mañana. Las empresas de líneas y de trabajo HAITEL Teleco funcionan cuando no están saturadas. Sin embargo, muchas líneas o «secciones» de cables telefónicos se han cortado a través del país, por tanto, la comunicación a través de este medio no es fiable. La mayoría de las comunicaciones de Internet a través de satélite están funcionando—.
Consecuentemente, no hubo realmente —o no se pudo implementar— un esfuerzo coordinado para retirar los escombros, retirar los cadáveres, atender los heridos, etc. De acuerdo a un trabajador de la Cruz Roja, no había ni siquiera las bolsas de plástico (body bags) que se requerían para guardar los cadáveres, en consecuencia, los cadáveres fueron abandonados en las calles.
De acuerdo a Channel 4, debido a la escasez de agua potable y combustibles, el dinero dejó de ser útil en Haití: agua y gasolina se usó como medio de cambio.

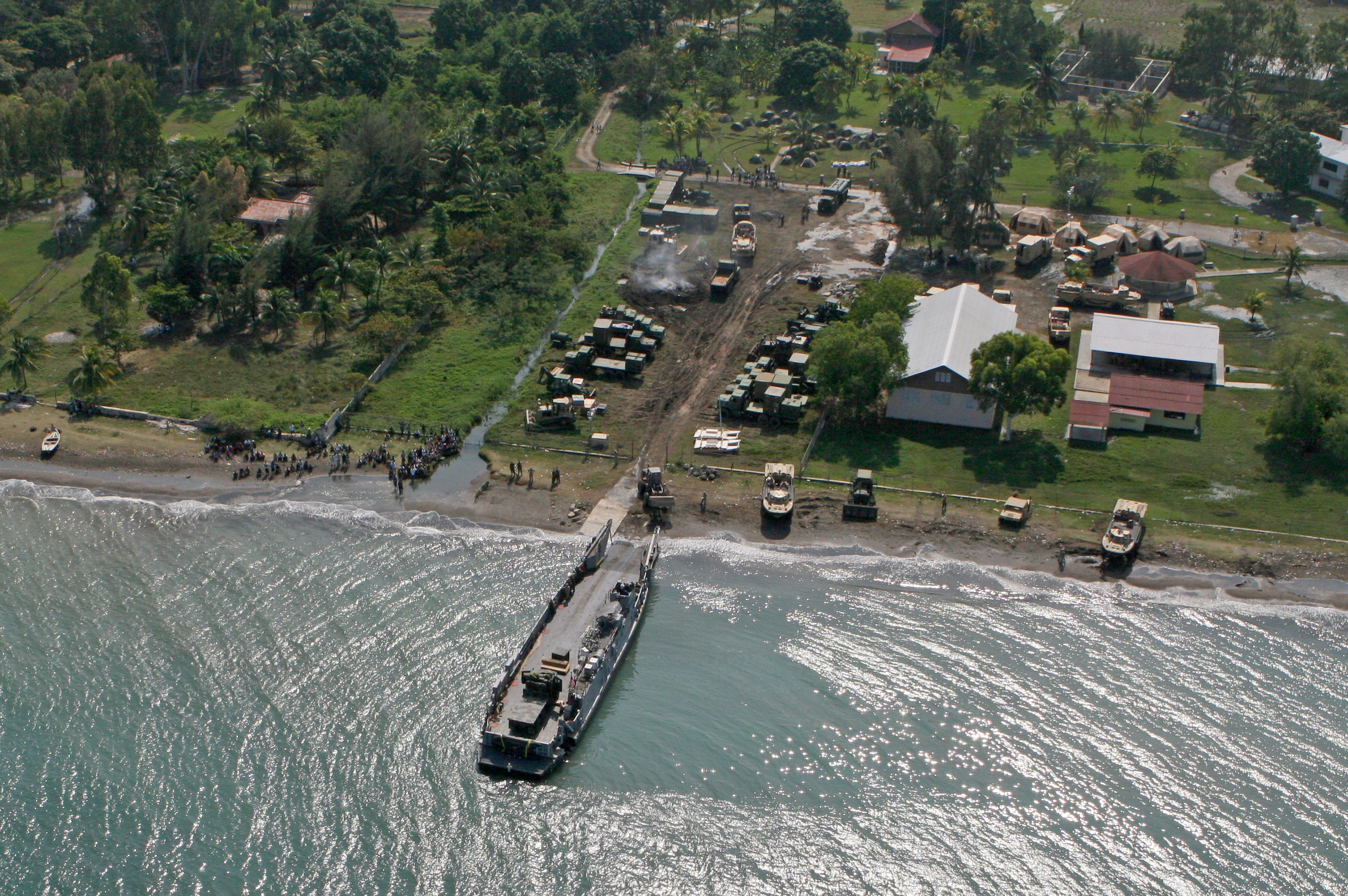
Desembarcos de emergencia.

Consecuentemente, se temía que el país pudiera haber descendido al caos, especialmente —en esa situación catastrófica— cuando la ayuda comenzara a ser distribuida. Un panel de expertos concluyó: «La ONU y las organizaciones de ayuda confrontan ahora uno de los esfuerzos de ayuda más difíciles y potencialmente peligrosos».
De acuerdo a la BBC, La ONU también quiere prepararse para mantener el orden y garantizar la seguridad en Haití. La organización temía que la desesperación de las víctimas hubiera dado paso a altercados si no llegaba pronto la ayuda.
Cinco días después del terremoto, —sábado 16 de enero de 2010— las Naciones Unidas, en Ginebra, afirmaron que «el sismo en Haití es el peor desastre que haya confrontado la organización en términos de logística, debido al completo colapso del gobierno local y la infraestructura».

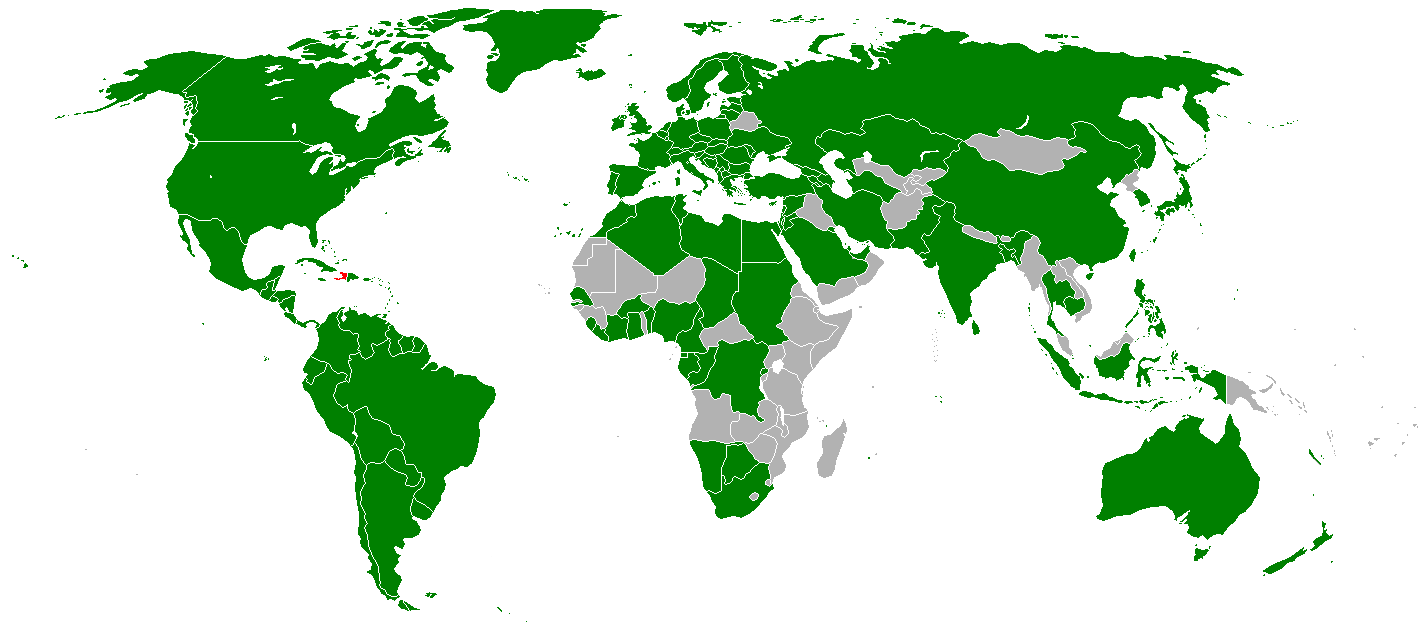
En verde, países que ayudaron a las víctimas del terremoto.

El domingo 24 de enero —12 días después del sismo— periodistas en Puerto Príncipe informaron que la capital empezaba a mostrar algunos signos de vida normal con puestos callejeros que empezaban a vender frutas y hortalizas y algunas tiendas y bancos que reabrieron y estaciones de servicio que volvieron a suministrar combustibles. Sin embargo, funcionarios de organismos humanitarios recalcaron que el tamaño de la destrucción no tenía paralelo. Según las últimas cifras oficiales, unas 1,5 millones de personas permanecieron sin hogar y la ayuda aún no llegaba a todos los que la necesitaban, lo que provocó asaltos a convoyes de suministros, etc., por parte de multitudes de víctimas que, en su desesperación, intentaban conseguir algunos bienes esenciales —decenas de miles no tenían acceso a agua, comida o medicamentos, tres millones de personas (de un total de alrededor de diez millones) dependían de la ayuda humanitaria—. Algunos expertos estimaron que la reconstrucción de la nación podría tomar al menos una década. En el lado positivo, el aeropuerto había estado funcionando —150 vuelos al día, con otros mil quinientos a la espera—. Se estableció un corredor de transporte desde República Dominicana y el puerto estaba siendo rehabilitado.

## Reacciones y ayuda

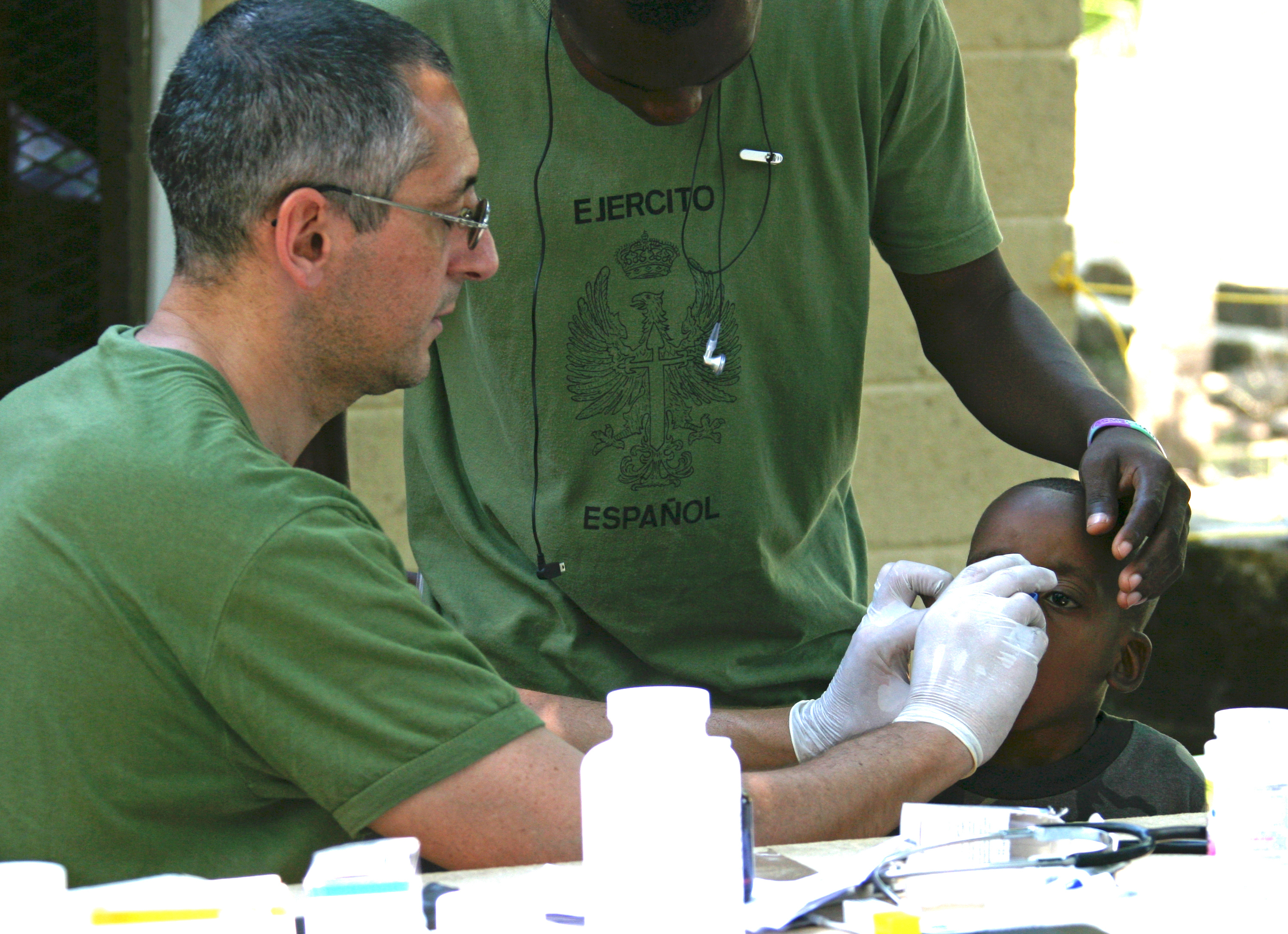
Un médico de los infantes de marina españoles ofrece ayuda médica a un niño haitiano

Poco después del terremoto que azotó al país, la ayuda humanitaria no se hizo esperar, tanto como la República Dominicana, los Estados Unidos, países latinoamericanos y europeos, la Cruz Roja Internacional, la Secretaría General Iberoamericana, el Banco Interamericano de Desarrollo (BID), el Fondo Monetario Internacional (FMI) y el Banco Mundial (BM) entre otros, anunciaron el envío de dinero, alimentos, voluntarios, bomberos, expertos y hasta perros especializados en búsquedas para asistir al país caribeño.
Según denuncia el Observatorio de Políticas Públicas y de la Cooperación Internacional de Haití, el 95 % del dinero donado por la Cooperación estadounidense regresó a EE. UU., porque ese dinero se quedó en las organizaciones y no llegó al gobierno haitiano para que lo gestionara. François Kawas, responsable de Cooperación de Haití, señaló que a veces esta cooperación contempló más los intereses políticos y económicos de los donantes que las necesidades reales de las poblaciones locales.
Como parte del proceso de reconstrucción nacional, y a los fines de mejorar la infraestructura pública existente, el Gobierno de Haití inició la modernización de su sistema de Registro Civil e Identidad en noviembre de 2012. Para ello, la Oficina Nacional de Identificación (ONI) adquirió tecnología de última generación y el conocimiento necesario para manejarla. Hoy día Haití cuenta con las herramientas necesarias para manejar eficientemente la identidad de sus ciudadanos y promover así su desarrollo sustentable.

## El terremoto de Haití en la cultura
El artista Frankétienne pintó su obra Désastre (12 Janvier 2010) días después del siniestro. En ella representó su dolor por la catástrofe, plasmando a las víctimas atrapadas por los escombros.

### Ayuda
- Oxfam Intermón solicitud de ayuda
- Google Crisis response (en francés)
- Comité Internacional de la Cruz Roja: solicitud de ayuda (enlace roto disponible en Internet Archive; véase el historial, la primera versión y la última).
- Federación Internacional de Sociedades de la Cruz Roja y de la Media Luna Roja Solicitud de ayuda
- Cruz Roja Americana (en español)
- Envío de ayuda desde Estados Unidos

- Datos: Q43777
- Multimedia: 2010 Haiti earthquake / Q43777
- Noticias: Categoría:Terremoto en Haití de 2010